# Dhandadihi
Dhandadihi é uma vila no distrito de Barddhaman, no estado indiano de Bengala Ocidental.

## Demografia
Segundo o censo de 2001, Dhandadihi tinha uma população de 3843 habitantes. Os indivíduos do sexo masculino constituem 55% da população e os do sexo feminino 45%. Dhandadihi tem uma taxa de literacia de 64%, superior à média nacional de 59,5%: a literacia no sexo masculino é de 70% e no sexo feminino é de 56%. Em Dhandadihi, 10% da população está abaixo dos 6 anos de idade.